# Ary Delen
Ary (Adriaan) Jan Jozef Delen (Leuven, 10 maart 1883 - Antwerpen, 17 juni 1960) was een Vlaamse schrijver en kunsthistoricus die in 1915 assistent en in 1919 adjunct-conservator werd van het Museum Plantin-Moretus te Antwerpen. Hij werkte destijds direct onder Maurits Sabbe, die conservator was. Van 1936 tot 1944 was Delen conservator van het Stedelijk Prentenkabinet te Antwerpen en nadien weer hoofdconservator van het Museum voor Schone Kunsten.
Ary Delen zat met Willem Elsschot in de laagste klas van het Atheneum en bleef daarna heel zijn leven met hem bevriend. Hij bracht Elsschot in contact met andere schrijvers, onder wie Lode Baekelmans, Karel van den Oever en Victor de Meyere. In het tijdschrift Alvoorder, dat op initiatief van Baekelmans verscheen, publiceerden Elsschot en Van den Oever hun eerste gedichten.
Delen is de auteur van Teekeningen van Vlaamsche meesters (1943).. Hij schreef ook laat-naturalistische romans waarvan de stijl en thema's sterk doen denken aan het werk van Willem Elsschot: Prinskensdag (1910), Het donkere huis (1952) en Niemand ontsnapt aan zijn noodlot (1953).